# عبد الامير ادريس
عبد الأمير إدريس (1946 - 2010) مطرب أهوازي، يعدّ أحد أشهر المطربين في بين عرب غرب ايران.

## نبذة
ولد عبد الأمير إدريس في العام 1946 في مدينة عبادان. بدأ الغناء في سن الثامنة عشرة. كان مهتمًا بمعاصريه، وهم سيد جواد وخضير أبو عناب وأحمد كناني. ويعدّهم مصدر إلهامه في مجال الموسيقى. ويعتبر حمدي صالح المطرب أفضل صديق له.
درب عبد الأمير إدريس العديد من الأشخاص، بمن فيهم عباس السحاقي وضاحي الاهوازي. كان دائما يصطحبهم معه إلى الحفلات ويعلمهم فن الغناء العربي الأهوازي.
يعرفه الناس بأغاني: "بشربتکم رویتو الناس"، و"اشلون انساک یمدلل و اعوفک".
بعد نجاح إدريس وتقديره بين أهل الأهواز، دعاه راديو عبادان المركزي، وعمل مع إذاعة جمهورية إيران الإسلامية لعدة سنوات.

## أسلوبه
استطاع عبد الأمير إدريس اتقان أنواع الموسيقى العربية مثل العیاشی، والصبا (الحزین)، والمدمی، والحلیوی، والزوبع، والغافلی، والحیاوی، وعلوانیه. واهتم بأسلوبه المغني الأهوازي سيد جواد ويعتبره صاحب أسلوب خاص في الموسيقى.
بعد فترة وجيزة من إتقانه العديد من أساليب الموسيقى العربية، تمكن من ابتكار أسلوب جديد في قراءة قصائد ابوذیه (نوع من الشعر المحلي للأهوازيين)، وأطلق الناس على هذا الأسلوب أسلوب إدريس.

## أغانيه
- العید نور عل حبایب
- بشربتکم رویتو الناس
- مدری اعتب علی دهری لو اعتب علی دنیای
- کارون گلی بالخبر
- حبیب امک متقبل من امر بیک
- ظنیت لو طگنی البرد بچفوفک اتغطینی
- عذبنی الصبر و الظیم عذبنی
- مربینا مربینا
- اشلون انساک یمدلل و أعوفک
- تایب و الخلگ تشهد علیة
- لاوین هجرک لا وین
- من جمالچ من دلالچ[6]

## شعره
كتب عبد الأمير إدريس الشعر، بالإضافة إلى الغناء، ومن مؤلفاته:
- منک بدت مو منی
- شیرید الدهر منی
- انا اترجاک بس اتمر علیة
- المن اشتکی بلوای

## وفاته
توفي عبد الأمير إدريس في العام 2010 بمرض أثناء معاناته من الفقر، وحضر جنازته الآلاف من أحبائه. وقبل وفاته بعام أي في 2009، أقيم حفل تكريم له بحضوره.